# Stanley Glover
Stanley Glover (Canadá, 18 de abril de 1908-23 de febrero de 1964) fue un atleta canadiense, especialista en la prueba de 4 × 400 m en la que llegó a ser medallista de bronce olímpico en 1928.

## Carrera deportiva
En los JJ. OO. de Ámsterdam 1928 ganó la medalla de bronce en los relevos de 4x400 metros, con un tiempo de 3:15.4 segundos, llegando a meta tras Estados Unidos y Alemania, siendo sus compañeros de equipo: James Ball, Phil Edwards y Alex Wilson.